# José Francisco Oliveros
José Francisco Oliveros (Ciudad Quezon, Filipinas; 11 de septiembre de 1946-Malolos, Filipinas; 11 de mayo de 2018) fue un prelado católico filipino que sirvió como obispo de la diócesis de Boac de 2000 a 2004 y posteriormente fue el obispo de Malolos desde el 14 de mayo de 2004 hasta el día de su muerte. Fue ordenado sacerdote el 28 de noviembre de 1970 por el papa Pablo VI durante su visita a la ciudad de Manila. Falleció el 11 de mayo de 2018 a la edad de 71 años tras perder una larga batalla contra el cáncer. Está enterrado en la cripta de la Catedral de Malolos.